# Sierra Leones flag
Sierra Leones flag blev officielt taget i brug 27. april 1961. Flaget er en trikolore i farverne grønt, hvidt og blåt. Det grønne står for landbrug, bjerge og landets naturressourcer. Det blå symboliserer håbet om at den naturlige havn i Freetown vil bidrage til fred i verden. Det hvide symboliserer enhed og retfærdighed.